# Resolução 127 do Conselho de Segurança das Nações Unidas
Resolução 127 do Conselho de Segurança das Nações Unidas, foi aprovada em 22 de janeiro de 1958, tratou de denúncias da Jordânia sobre as atividades israelenses entre as linhas de demarcação do armistício. Levando-se em conta um relatório do Chefe Interino da Organização de Supervisão de Trégua das Nações Unidas na Palestina, o Conselho notou que nem Israel ou Jordânia apreciavam a soberania sobre qualquer parte da zona. O Conselho se dirigiu ao então Chefe da Organização para regulamentar as atividades dentro da zona para que os israelenses não tenham autorização para usar as propriedades árabes e vice-versa, e se dirigiu ao Chefe da Organização para realizar um levantamento de registros de propriedade, com vista a determinar as propriedades na zona.
A resolução, em seguida, apoiou a recomendação sobre de que as partes devem discutir, através das Comissões de Armistício e de atividades civis na zona e que até que um acordo poderia ser alcançado para tais atividades na zona devem ser suspensas. O Conselho apelou depois a todas as partes em respeitar o Acordo de Armistício e ao relatório ao Conselho sobre a aplicação da presente resolução.
Foi aprovada por unanimidade.